# Béta Cephei típusú változócsillag
A β Cephei típusú változócsillagok (vagy β Canis Majoris változócsillagok, ahogy általában Európában nevezik őket) B színképtípusú, közvetlenül a fősorozat felett található pulzáló változócsillagok. Pulzációs periódusuk rövid, rendszerint 0,1 – 0,6 nap, amplitúdójuk 0,01 – 0,3 magnitúdó.